# تصفيات بطولة أمم أوروبا 2012 المجموعة ع

ترتيب ونتائج المجموعة التاسعة من مسابقة تصفيات كأس الأمم الأوروبية لكرة القدم 2012.

## الترتيب
| م | الفريق         | لعب | ف | ت | خ | أ.له | أ.ع | أ.ف | نقاط | التأهل                   |     | إسبانيا | جمهورية التشيك | إسكتلندا | ليتوانيا | ليختنشتاين |
| - | -------------- | --- | - | - | - | ---- | --- | --- | ---- | ------------------------ | --- | ------- | -------------- | -------- | -------- | ---------- |
| 1 | إسبانيا        | 8   | 8 | 0 | 0 | 26   | 6   | +20 | 24   | التأهل للمسابقة النهائية |     | —       | 2–1            | 3–1      | 3–1      | 6–0        |
| 2 | جمهورية التشيك | 8   | 4 | 1 | 3 | 12   | 8   | +4  | 13   | التقدم للمباريات الفاصلة |     | 0–2     | —              | 1–0      | 0–1      | 2–0        |
| 3 | إسكتلندا       | 8   | 3 | 2 | 3 | 9    | 10  | −1  | 11   |                          |     | 2–3     | 2–2            | —        | 1–0      | 2–1        |
| 4 | ليتوانيا       | 8   | 1 | 2 | 5 | 4    | 13  | −9  | 5    |                          | 1–3 | 1–4     | 0–0            | —        | 0–0      |            |
| 5 | ليختنشتاين     | 8   | 1 | 1 | 6 | 3    | 17  | −14 | 4    |                          | 0–4 | 0–2     | 0–1            | 2–0      | —        |            |

## المباريات
مباريات المجموعة تم التفاوض بها بين المشاركين في اجتماع عقد في مدريد، إسبانيا يوم 19 فبراير 2010.
| ليتوانيا | 0–0   | إسكتلندا |
| -------- | ----- | -------- |
|          | تقرير |          |

| ليختنشتاين | 0–4   | إسبانيا                                                  |
| ---------- | ----- | -------------------------------------------------------- |
|            | تقرير | فرناندو توريس 18'، 54' · دافيد فيا 26' · دافيد سيلفا 62' |

| جمهورية التشيك | 0–1   | ليتوانيا            |
| -------------- | ----- | ------------------- |
|                | تقرير | دارفيداس شيرناس 25' |

| إسكتلندا                             | 2–1   | ليختنشتاين     |
| ------------------------------------ | ----- | -------------- |
| كيني ميلر 62' · ستيفن ماكمانوس 90+7' | تقرير | ماريو فريك 46' |

| جمهورية التشيك   | 1–0   | إسكتلندا |
| ---------------- | ----- | -------- |
| رومان هوبنيك 69' | تقرير |          |

| إسبانيا                                    | 3–1   | ليتوانيا            |
| ------------------------------------------ | ----- | ------------------- |
| فرناندو يورينتي 47'، 56' · دافيد سيلفا 79' | تقرير | دارفيداس شيرناس 54' |

| ليختنشتاين | 0–2   | جمهورية التشيك                      |
| ---------- | ----- | ----------------------------------- |
|            | تقرير | توماش نتسيد 12' · فاكلاف كادليك 29' |

| إسكتلندا                                   | 2–3   | إسبانيا                                                          |
| ------------------------------------------ | ----- | ---------------------------------------------------------------- |
| ستيفن نيسميث 58' · جيرارد بيكيه 67' (ه.ذ.) | تقرير | دافيد فيا 44' (ركلة.) · أندريس إنييستا 55' · فرناندو يورينتي 79' |

| إسبانيا                    | 2–1   | جمهورية التشيك      |
| -------------------------- | ----- | ------------------- |
| دافيد فيا 69'، 73' (ركلة.) | تقرير | ياروسلاف بلاشيل 29' |

| جمهورية التشيك                     | 2–0   | ليختنشتاين |
| ---------------------------------- | ----- | ---------- |
| ميلان باروش 3' · ميشال كادليتش 70' | تقرير |            |

| ليتوانيا                | 1–3   | إسبانيا                                                         |
| ----------------------- | ----- | --------------------------------------------------------------- |
| ماريوس ستانكيفيشيوس 57' | تقرير | تشافي هيرنانديز 19' · تاداس كيجانسكاس 70' (ضد.) · خوان ماتا 83' |

| ليختنشتاين                             | 2–0   | ليتوانيا |
| -------------------------------------- | ----- | -------- |
| فيليبي إيرني 7' · ميكيلي بولفيرينو 36' | تقرير |          |

| ليتوانيا | 0–0   | ليختنشتاين |
| -------- | ----- | ---------- |
|          | تقرير |            |

| إسكتلندا                         | 2–2   | جمهورية التشيك                                  |
| -------------------------------- | ----- | ----------------------------------------------- |
| كيني ميلر 44' · دارين فليتشر 82' | تقرير | ياروسلاف بلاشيل 78' · ميشال كادليتش 90' (ركلة.) |

| إسكتلندا         | 1–0   | ليتوانيا |
| ---------------- | ----- | -------- |
| ستيفن نيسميث 50' | تقرير |          |

| إسبانيا                                                                               | 6–0   | ليختنشتاين |
| ------------------------------------------------------------------------------------- | ----- | ---------- |
| ألفارو نيغريدو 34'، 37' · تشافي هيرنانديز 44' · سيرخيو راموس 52' · دافيد فيا 60'، 79' | تقرير |            |

| جمهورية التشيك | 0–2   | إسبانيا                         |
| -------------- | ----- | ------------------------------- |
|                | تقرير | خوان ماتا 6' · تشابي ألونسو 23' |

| ليختنشتاين | 0–1   | إسكتلندا          |
| ---------- | ----- | ----------------- |
|            | تقرير | Mackail-Smith 32' |

| إسبانيا                             | 3–1   | إسكتلندا                  |
| ----------------------------------- | ----- | ------------------------- |
| دافيد سيلفا 6'، 44' · دافيد فيا 54' | تقرير | ديفيد غودويلي 66' (ركلة.) |

| ليتوانيا                    | 1–4   | جمهورية التشيك                                             |
| --------------------------- | ----- | ---------------------------------------------------------- |
| دارفيداس شيرناس 68' (ركلة.) | تقرير | ميشال كادليتش 2' (ركلة.)، 85' (ركلة.) · يان ريزيك 16'، 45' |

## الهدافون
7 أهداف
- دافيد فيا

4 أهداف
| - ميخال كادلتس | - دافيد سيلفا |  |

3 أهداف
| - دارفيداس شيرناس | - فرناندو يورينتي |  |

هدفان
| - ياروسلاف بلاشيل - يان ريزيك - كيني ميلر | - ستيفن نيسميث - خوان ماتا - ألفارو نيغريدو | - فرناندو توريس - تشافي هيرنانديز |

هدف
| - ميلان باروش - رومان هوبنيك - فاكلاف كادليك - توماش نتسيد - فيليبي إيرني | - ماريو فريك - ميكيلي بولفيرينو - ماريوس ستانكيفيشيوس - دارين فليتشر - ديفيد غودويلي | - كريغ ماكايل-سميث - ستيفن ماكمانوس - تشابي ألونسو - أندريس إنييستا - سيرخيو راموس |

هدف ذاتي
- تاداس كييانسكاس (لعب ضد إسبانيا)
- جيرارد بيكيه (لعب ضد اسكتلندا)